# Långtjärnen (Edsele socken, Ångermanland, 701853-153569)
Långtjärnen är en sjö i Sollefteå kommun i Ångermanland och ingår i Ångermanälvens huvudavrinningsområde.